# وليام بي كلارك
وليام بي كلارك (بالإنجليزية: William P. Clark Jr.) (و. 1931 – 2013 م) هو قاض، ومحام من الولايات المتحدة الأمريكية ولد في أوكسنارد، كاليفورنيا.
وهو عضو في الحزب الجمهوري .

## التعليم
تعلم في جامعة ستانفورد.

## روابط خارجية
- وليام بي كلارك على موقع مونزينجر (الألمانية)
- وليام بي كلارك على موقع إن إن دي بي (الإنجليزية)